# سعد بن جونغ
سعد بن جونغ (26 أكتوبر 1960 في الهند - ) هو لاعب كريكت هندي. لعب مع فريق حيدر آباد للكريكت ‏ وفريق هاريانا للكريكت ‏ وSouth Zone cricket team ‏.

## وصلات خارجية
- سعد بن جونغ على موقع إي آس بي آن كريك إنفو (الإنجليزية)